# ФК Хайдук Кула
Хайдук Кула е  сръбски футболен отбор от град Кула. На 30 юли 2013 г., клубът се отказва от участие в Суперлигата и първият отбор е разпуснат, заради липса на финанси, докато юношеските формации продължават участието си в първенствата под името ОФК Хайдук.
Новият отбор използва символите, базите, ръководството и младежките състави на стария клуб. През август 2013 г., група граждани основават нов отбор под името Хайдук Кула 1925, който е регистриран през март 2014 г. През 2015 г. клубът се мести в Нови Сад.

## История

### Началото
Първият основан футболен клуб от град Кула е КАФК (Кулски атлетически футболен клуб). Той е основан през 1912 г. През 1920 г. клубът е включен в една от под-лигите на Суботица. Тогава техен треньор е Ференц Платко, който е един от най-известните им играчи. През 1925 името на клуба е сменено на СК Хайдук (Спортен клуб Хайдук).

## Срещи с български отбори

### ЦСКА София
През сезон 2006/07 в Лига Европа (тогава Купа на УЕФА), двата отбора се срещат в втория квалификационен кръг. Първият мач се играе на стадион Българска армия и завършва 0 – 0. Реваншът е на стадион Райко Митич, Белград и завършва 1 – 1. ЦСКА София елиминира своя съперник с повече голове на чужд терен.

## Български футболисти
- Ангел Манолов: 2009/11 - (18 мача - 0 гола)